# Gertrud Bing
Gertrud Bing (7 de julho de 1892 – 3 de julho de 1964) foi uma historiadora de arte alemã, colaboradora do historiador cultural Aby Warburg e diretora do Instituto Warburg de 1954 a 1959.
Cursou o Lyceum em Hamburgo de 1909 a 1913, além do Heinrich-Hertz Realgymnasium, formando-se em 1916. Estudou nas universidades de Munique e Hamburgo, com concentração na área de filosofia. Sua tese de doutorado, escrita sob a supervisão de Ernst Cassirer, versou sobre Lessing e Leibniz. 
Em 1922, começou a trabalhar como bibliotecária junto à Biblioteca Warburg, durante o período em que seu fundador tratava-se por problemas de saúde. Quando Warburg retomou suas atividades após o tratamento, Bing tornou-se sua assistente de pesquisa. Warburg, Bing e Fritz Saxl, outro ativo colaborador da Biblioteca e responsável por ela durante a doença do fundador, organizaram e, por fim, inauguraram oficialmente a Kulturwissenschaflichen Bibliothek Warburg (Biblioteca Warburg de Ciência da Cultura), ligada à Universidade de Hamburgo, em 1926. Ela se torna diretora da instituição em 1927.
Após a morte de Warburg, ela reúne os trabalhos do historiador e os edita, tornando-se conhecidos sob o nome de Gesammelten Schriften (Escritos Reunidos).
Quando Adolf Hitler chega ao poder na Alemanha, em 1933, Saxl e ela, agora vivendo juntos, decidem transferir a Biblioteca para Londres (Warburg era de uma família de banqueiros judeus). 
O casal estabelece-se em Dulwich. Saxl torna-se o primeiro diretor do então recém-fundado Instituto Warburg, e Bing diretora associada. Saxl morreu em 1948, e foi sucedido na direção do Instituto por Henri Frankfort. Depois da morte deste em 1954, Bing tornou-se diretora do Instituto, e Professora de História da Tradição Clássica. Ela ocupou estes postos até sua morte em 1964.